# Bébé et son âne
Pour plus de détails, voir Fiche technique et Distribution.
Bébé et son âne est un film muet français réalisé par Louis Feuillade et sorti en 1911.
Ce film fait partie de la série des Bébé.

## Fiche technique
- Titre : Bébé et son âne
- Réalisation : Louis Feuillade
- Scénario : Louis Feuillade
- Société de production : Société des Établissements L. Gaumont
- Pays d'origine :  France
- Langue : film muet avec les intertitres en français
- Format : Noir et blanc — 35 mm — 1,33:1 — Muet
- Métrage : 98 m
- Genre : Comédie
- Durée : 3 minutes 15
- Date de sortie : 
  - France : septembre 1911

## Distribution
- René Dary : Bébé (comme Clément Mary)
- Renée Carl : la mère